# Laodike 3.
Laodike 3. (græsk: Λαοδίκη; født ca. 241 f.Kr., død ca. 191 f.Kr.) var en prinsesse fra Pontos og datter af kong Mithridates II af Pontos og hans hustru Laodike. Hendes søster var Laodike af Pontos og hendes bror var Mithridates III af Pontos.
Laodike III blev gift med sin fætter, selevkidekongen Antiokos III, kort tid efter at han kom på tronen i 222 f.Kr. ved en ceremoni Selevkia ved Zeugma, ikke langt fra Samosata. Hun blev udråbt som dronning af Antiochos 3. i Antiokia før han satte ud på sin militære ekspedition mod den oprørske satrap Molon i Media.
Fødslen af deres ældste barn, Antiochos, fandt sted under fraværet af kongen. I 193 f.Kr. døde arveprinsen Antiokos.
Laodikes navn vises ikke i nogen kilder; Men hendes navn er optaget i en række indskrifter sammen hendes mands i de sidste år af sin mands regeringstid på Sardes, Herakleia-by-Latmos (se Latmus), Iasos og Antiokia. Da hun døde udviklede Antiochos 3. en kult for hende og blev tildelt guddommelige æresbevisninger sammen med sin mand på Teos.
Laodike 3. fødte Antiokus 3. otte børn, der var: Antiochos, Seleucus 4. Filopator, Ardys, en unavngiven datter, der var forlovet med Demetrius I af Baktrien, Laodike 4., Kleopatra 1. Syra, Antiochis og Antiokus 4. Epifanes født som Mithridates.